# Măgurele
Măgurele este un oraș în județul Ilfov, Muntenia, România, format din localitățile componente Alunișu, Dumitrana, Măgurele (reședința), Pruni și Vârteju.
Localitatea se află în vecinătatea sud-vestică a municipiului București, fiind un oraș-satelit al Capitalei. Conform recensământului din anul 2011, Măgurele are o populație de 11.041 de locuitori, fiind al optulea și cel mai mic centru urban al județului Ilfov din punct de vedere demografic. Localitatea a fost ridicată de la rangul de comună la cel de oraș în anul 2005, prin Legea nr. 414 din 29 decembrie 2005..
Măgurele este locul unde își au sediile 9 institute românești de cercetare în domeniul fizicii, printre care: Institutul de Fizică Atomică, Institutul Național de Cercetare-Dezvoltare pentru Fizica Laserilor, Plasmei și Radiației, Institutul Național de Cercetare Dezvoltare pentru Fizică și Inginerie Nucleară „Horia Hulubei”, Institutul Național de Cercetare-Dezvoltare pentru Fizica Materialelor și Institutul Național de Cercetare-Dezvoltare pentru Fizica Pământului.

## Geografie
Orașul Măgurele este situat la sud-vest de București. Orașul se învecinează la est cu Jilava și Dărăști, iar la vest cu Bragadiru și Cornetu. Numele de Măgurele provine de la movilele (măgurele) existente în zonă, cunoscute sub numele de Măgura Gherman și Măgura Filipescu, unde s-a constatat o continuitate a așezărilor omenești din epoca pietrei și până în prezent.
Prin oraș trece șoseaua de centură a Bucureștiului, precum și șoseaua județeană DJ401A, care o leagă spre est de Jilava (unde se intersectează cu DN5) și Vidra; și spre nord-vest de Bragadiru (unde se intersectează cu DN6), Domnești, Ciorogârla și mai departe în județul Giurgiu de Bolintin-Vale. La Aluniș, din această șosea se ramifică DJ401D, care duce la Dărăști-Ilfov, 1 Decembrie (unde se intersectează cu DN5), Copăceni și Vidra.

## Istorie
Prima atestare documentară a localității datează din anul 1852, însă săpăturile arheologice au scos la iveală vestigii ale paleoliticului și neoliticului.
În 1595, înaintea bătăliei de la Călugăreni, Mihai Viteazul și-a așezat tabăra la Măgurele. După luptele de la Călugăreni, turcii au prădat și satul Măgurele, locuitorii risipindu-se în pădurile din jur și în alte sate.
La sfârșitul secolului al XIX-lea, comuna rurală Măgurele făcea parte din plasa Sabarul a județului Ilfov, și era formată din satele Dumitrana, Filipescu, Ghermani și Otetelișanu, totalizând 1351 de locuitori care trăiau în 285 de case. În comună funcționau o moară cu apă, două școli mixte și trei biserici — la Dumitrana, Ghermani și Otetelișanu. În plus față de acestea, acolo exista și un institutut de fete, o școală specială care, pe lângă curricula din școlile de stat, pregătea elevele în croitorie, gospodărie casnică și alte astfel de discipline. Institutul era finanțat din moștenirea lăsată de boierul I. Otetelișanu, decedat în 1876 și în 1900 ajunsese să aibă 80 de eleve (câte 16 în fiecare an). Tot atunci, pe teritoriul actual al orașului exista și comuna Vârteju-Nefliu, formată din satele Vârteju, Pruni, Nefliu și Chirca, cu 1191 de locuitori. În comuna Vârteju-Nefliu funcționau două mori de apă, o școală mixtă la Vârteju și două biserici la Nefliu și Vârteju.
În 1925, cele două comune figurau cu aceleași compoziții în plasa Domnești a județului Ilfov.
În 1950, comunele Măgurelele și Vârteju Nefliu au trecut în raionul V.I. Lenin al orașului republican București. În 1964, satul Filipescu a fost rebotezat Alunișu, iar satul Gherman a luat numele de Ciocârlia. În 1968, comuna Vârteju Nefliu a fost desființată și inclusă în întregime în comuna Măgurele, satele Chirca și Nefliu fiind incluse în satul Vârteju. Comuna Măgurele a devenit atunci comună suburbană a municipiului București. În 1981, comuna a trecut la Sectorul Agricol Ilfov din subordinea municipiului București, sector devenit în 1997 județul Ilfov.

## Centre de cercetare
În anul 1957, în cadrul Institutului de Fizică Atomică (IFA), la Măgurele s-a inaugurat primul reactor nuclear VVRS, un reactor de fisiune, și primul ciclotron U120 din Europa de est, de fabricație sovietică, instalate în afara Uniunii Sovietice. Continuatorul său este IFIN - Institutul de Fizică și Inginerie Nucleară „Horia Hulubei”.
Prin Hotărârea nr. 418 din 25 aprilie 2002 s-a decis oprirea definitivă în vederea dezafectării a Reactorului nuclear (RN) VVR-S de cercetare și producție de radioizotopi din cadrul Institutului Național de Cercetare-Dezvoltare pentru Fizică și Inginerie Nucleară „Horia Hulubei” (IFIN-HH), București-Măgurele. Ca urmare, s-a hotărât și dezafectarea reactorului nuclear de cercetare VVR-S Măgurele (care funcționa după o tehnologie sovietică) și repatrierea în Federația Rusă a combustibilului nuclear ars de tip S-36 utilizat în reactorul VVR-S Măgurele.
La Institutul de Fizică și Inginerie Nucleară ,,Horia Hulubei" de la Măgurele va fi găzduită o parte din proiectul Extreme Light Infrastructure (ELI), care are ca scop construirea unui laser de 1.000 de ori mai puternic decât cel mai mare laser existent în prezent în lume.
În prezent există o serie de institute de cercetare pe raza orașului Magurele:
- Institutul Național de Cercetare Dezvoltare pentru Fizică și Inginerie Nucleară „Horia Hulubei” (IFIN-HH) nipne.ro
  - Extreme Light Infrastructure (ELI-NP) www.eli-np.ro
- Institutul Național de Cercetare-Dezvoltare pentru Fizica Pământului (INCDFP) infp.ro Arhivat în 8 februarie 2023, la Wayback Machine.
- Institutul de Fizică Atomică (IFA) ifa-mg.ro
- Institutul Național de Cercetare-Dezvoltare pentru Fizica Materialelor (INCDFM) infim.ro
- Institutul Național de Cercetare–Dezvoltare pentru Metale Neferoase și Rare  (IMNR) imnr.ro
- Institutul Național de Cercetare-Dezvoltare pentru Fizica Laserilor, Plasmei și Radiației (INFLPR) inflpr.ro
- Institutul de Științe Spațiale (ISS) spacescience.ro
- Institutul National de Cercetare Dezvoltare pentru Optoelectronica (INOE 2000) inoe.ro
- Institutul Național de Cercetare-Dezvoltare pentru Mecatronică si Tehnica Masurării (INCDMTM) incdmtm.ro
- Institutul National de Cercetare Dezvoltare pentru Metale si Resurse Radioactive (INCDMRR-ICPMRR) incdmrr.ro

## Demografie
Componența etnică a orașului Măgurele
     Români (82,62%)
     Alte etnii (0,92%)
     Necunoscută (16,46%)
Componența confesională a orașului Măgurele
     Ortodocși (79,17%)
     Alte religii (2,97%)
     Necunoscută (17,86%)
Conform recensământului efectuat în 2021, populația orașului Măgurele se ridică la 14.414 locuitori, în creștere față de recensământul anterior din 2011, când fuseseră înregistrați 11.041 de locuitori. Majoritatea locuitorilor sunt români (82,62%), iar pentru 16,46% nu se cunoaște apartenența etnică. Din punct de vedere confesional, majoritatea locuitorilor sunt ortodocși (79,17%), iar pentru 17,86% nu se cunoaște apartenența confesională.

## Politică și administrație
Orașul Măgurele este administrat de un primar și un consiliu local compus din 17 consilieri. Primarul, Narcis-Cătălin Constantin[*], de la Partidul Național Liberal, este în funcție din 2016. Începând cu alegerile locale din 2024, consiliul local are următoarea componență pe partide politice:
|  | Partid                          | Consilieri | Componența Consiliului | Componența Consiliului | Componența Consiliului | Componența Consiliului | Componența Consiliului | Componența Consiliului | Componența Consiliului | Componența Consiliului | Componența Consiliului | Componența Consiliului |
|  | ------------------------------- | ---------- | ---------------------- | ---------------------- | ---------------------- | ---------------------- | ---------------------- | ---------------------- | ---------------------- | ---------------------- | ---------------------- | ---------------------- |
|  | Partidul Național Liberal       | 10         |                        |                        |                        |                        |                        |                        |                        |                        |                        |                        |
|  | Uniunea Salvați România         | 3          |                        |                        |                        |                        |                        |                        |                        |                        |                        |                        |
|  | Alianța pentru Unirea Românilor | 2          |                        |                        |                        |                        |                        |                        |                        |                        |                        |                        |
|  | Partidul Social Democrat        | 2          |                        |                        |                        |                        |                        |                        |                        |                        |                        |                        |

## Monumente istorice
Nouă obiective din orașul Măgurele sunt incluse în Lista monumentelor istorice din județul Ilfov ca monumente de interes local. Șase dintre ele sunt situri arheologice, între acestea numărându-se și ruinele fostei mănăstiri Grindure. Celelalte sunt clasificate ca monumente de arhitectură. În incinta Institutului Național de Cercetare-Dezvoltare pentru Fizica Materialelor se află conacul Oteteleșanu, monument din a doua jumătate a secolului al XIX-lea și biserica „Sfinții Împărați Constantin și Elena”. În fața clădirii, se află bustul lui Mihai Eminescu, operă a sculptorului Mihai Onofrei. Alte două monumente de arhitectură se află în satul Vârteju — biserica „Sfânta Treime”-Gherman (datând din 1797) și biserica „Sfinții Ioachim și Ana” (datând din 1818).

## Personalități născute aici
- Iorgu Stoian (1903 - 1983), istoric, arheolog, filolog.